# Saint-Bonnet-de-Montauroux
Saint-Bonnet-de-Montauroux è un comune francese di 132 abitanti situato nel dipartimento della Lozère nella regione dell'Occitania.

## Società

### Evoluzione demografica
Abitanti censiti

## Amministrazione
| Periodo | Periodo | Primo cittadino      | Partito | Carica  | Note  |
| ------- | ------- | -------------------- | ------- | ------- | ----- |
| 1867    | 1870    | Chastel              |         | Sindaco | [ 2 ] |
| 1870    | 1877    | Joseph Comte         |         | Sindaco | [ 2 ] |
| 1877    | 1885    | Jean-Pierre Chastel  |         | Sindaco | [ 2 ] |
| 1885    | 1892    | Jean-Pierre Ranc     |         | Sindaco | [ 2 ] |
| 1892    | 1895    | Jean-Baptiste Lafont |         | Sindaco | [ 2 ] |
| 1895    | 1917    | Pierre Comte         |         | Sindaco | [ 2 ] |
| 1917    | 1920    | Paulin               |         | Sindaco | [ 2 ] |
| 1920    | 1944    | Mayrand              |         | Sindaco | [ 2 ] |
| 1944    | 1945    | Robert Chastel       |         | Sindaco | [ 2 ] |
| 1945    | 1951    | Pierre Brun          |         | Sindaco | [ 2 ] |
| 1951    | 1995    | Pierre Chanial       |         | Sindaco | [ 2 ] |
| 1995    |         | Jean-Louis Soulier   |         | Sindaco | [ 2 ] |
| 2008    | 2014    | Jean-Louis Soulier   |         | Sindaco | [ 3 ] |